# قلعه ملک بهمن
قلعه ملک بهمن یا ملک قلا مربوط به دوران پیش از اسلام است و در شهرستان آمل، بخش لاریجان، روستای شاهان‌دشت واقع شده و این اثر در تاریخ ۱۹ مرداد ۱۳۷۹ با شمارهٔ ثبت ۲۷۷۸ به عنوان یکی از آثار ملی ایران به ثبت.

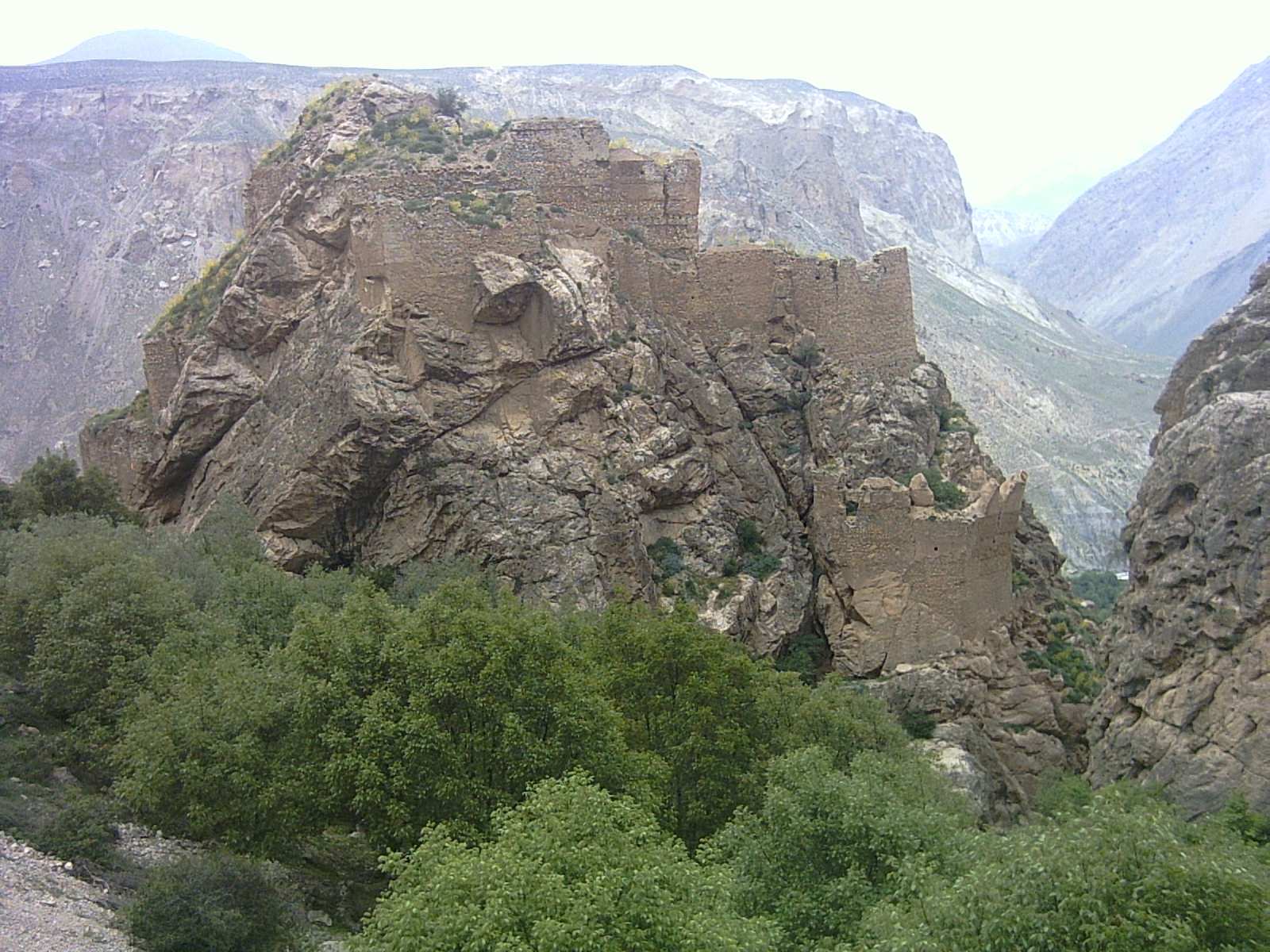
قلعه ملک بهمن

## موقعیت
این قلعه از قلعه‌های عظیم البرز و ایران است که در جاده هراز بخش لاریجان شهرستان آمل و مشرف به روستای شاهان‌دشت در ۷۵ کیلومتری جنوب آمل قرار دارد این قلعه متعلق به حکام پادوسبانیان است که بر رویان، نور، کجور و رستمدار حکومت می‌کردند. بنای قلعه بر روی صخره‌ای حدود ۲۲۰متر بالاتر از سطح اراضی شاهاندشت از لاشه سنگ‌های بزرگ و کوچک و ملات گچ و ساروج ساخته شده که به صورت طبقه طبقه و شامل اتاق‌ها و قسمت‌های مختلف ساختمانی است. این قلعه به دستور شاه عباس صفوی در سال ۱۰۰۵ فتح شد.

در شرح حال ملک کیومرث چهارم پور ملک کاوس سوم ، در شاخۀ ملوک پادوسپانی کجور خواهد آمد که از این ملک کیومرث پسری بنام ملک بهمن دوم بماند که به فرمانروائی لاریجان رسید و در موقع تحریر تاریخ جهان آرا به سال ۹۷۲ ه.ق بر مسند حکومت آن دیار بود. ملک بهمن نیز در بهار سال ۹۹۷ ه.ق در ییلاقات لار به شاه عباس پیوست و تا خراسان ملازم موکب همایون بود . شاه عباس درمشهد مقدس بود که خبر یافت عثمانیان به مغرب ایران روی آورده اند. بناچار از حملۀ به هرات منصرف گردید و برآن شد که از راه یزد و کرمان و فارس به مقابلۀ ایرانیان برود. در این هنگام بود که ملک بهمن فرار نموده و به لاریجان رفت.

بعدها که در سال ۱۰۰۵ ه.ق شاه عباس به مازندران لشکر کشید گماشتگان ملک بهمن در قلعۀ آمل به مقاومت برخاستند و خشم شاه عباس را برانگیختند و شاه عباس فرهاد خان اعتمادالدوله را مأمور گشودن لاریجان نمود. در اواخر سال ۱۰۰۵ ه.ق ملک بهمن پس از مقاومت زیاد گرفتار گردید و در آغاز سال ۱۰۰۶ ه.ق در اصفهان به امر شاه عباس کشته شد. و در این زمان عملاً سلسله پادوسپانیان شاخه نور و شاخه کجور بعد از حدود هزار سال منقرض گردید.

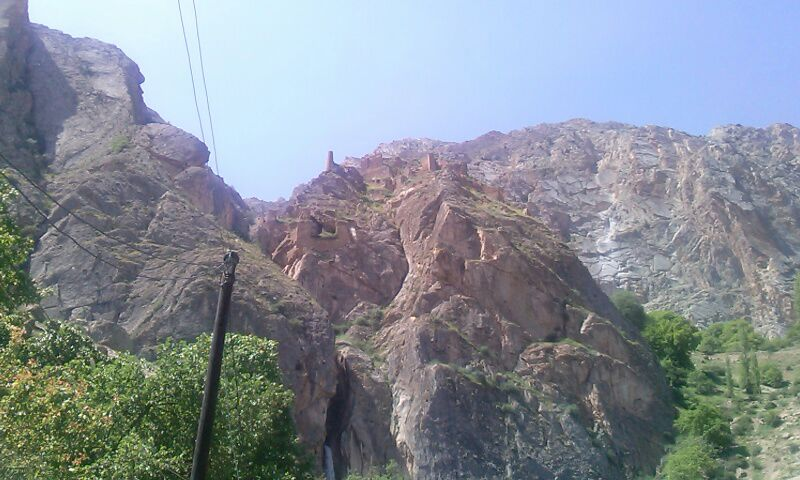
قلعه ملک بهمن